# FK Rukh Brest
Maillots
Le Futbolny klub Rukh Brest (en biélorusse : Футбольный клуб Рух Брэст), plus communément abrégé en Rukh Brest, est un club biélorusse de football fondé en 2016 et basé dans la ville de Brest.
Il évolue au sein de la première division biélorusse lors des saisons 2020 et 2021.

## Histoire
Le club est fondé en mai 2016 par des supporters de la grande équipe locale du Dinamo Brest. Le nom Rukh est alors choisi en hommage au Ruch Brześć, ancien club de la ville qui a notamment évolué dans les divisions inférieures polonaises au cours des années 1920, le logo adopté affichant même sa date de fondation de 1922. L'équipe s'établit ensuite dans un premier temps comme une équipe amateur évoluant dans le championnat régional de l'oblast de Brest.
Durant l'hiver 2017, le Rukh est intégré au sein de la structure du Dinamo Brest dont il devient le club-école, accueillant plusieurs de ses jeunes joueurs en prêt et engageant le réputé Andreï Zygmantovitch comme entraîneur, tandis que l'équipe intègre la troisième division biélorusse pour l'année 2018,. Cette première saison voit par la suite le club dominer la compétition et finir champion, ne connaissant la défaite qu'une seule fois de la saison pour accéder au deuxième échelon.
À l'aube de la saison 2019, le président du Dinamo Aleksandr Zaïtsev annonce la fin de la coopération entre les deux clubs tandis que le Rukh est revendu à une société russe basée à Moscou. Malgré ce changement de main, l'équipe annonce comme objectif l'accession à la première division à la fin de l'année et effectue un recrutement ambitieux qui le place en position de favori en championnat,. Elle termine finalement la saison en troisième position, largement derrière le Belchina Babrouïsk et le FK Smaliavitchy, et doit alors passer par le barrage de promotion où elle affronte le Dniapro Mahiliow. Après avoir remporté le match aller à domicile sur le score de 2-1, le Rukh est battu sur le même score lors du match retour mais parvient finalement à l'emporter à l'issue de la séance des tirs au but pour obtenir sa deuxième promotion d'affilée et accéder à l'élite pour la saison 2020.
Pour sa première saison au plus haut niveau, le club parvient à se maintenir sans difficulté et termine huitième en milieu de classement. Il se démarque alors particulièrement par son efficacité offensive avec 57 buts marqués en 30 matchs, soit le troisième meilleur total en championnat à égalité avec le champion Chakhtior Salihorsk et derrière le BATE Borisov et le Dinamo Brest. L'année suivante, le Rukh termine en cinquième position, à quatre points des places européennes.
Le 28 février 2022, à quelques semaines de la reprise, le club annonce son retrait de la première division pour des raisons financières alors que le propriétaire Aleksandr Zaïtsev est visé par les sanctions internationales liées au conflit russo-ukrainien.

## Bilan sportif

### Palmarès
| Compétitions nationales                                  |
| -------------------------------------------------------- |
| - Championnat de Biélorussie D3 (1) : - Champion : 2018. |

### Bilan par saison
| Saison | Championnat | Championnat | Championnat | Championnat | Championnat | Championnat | Championnat | Championnat | Championnat | Championnat | Coupe de Biélorussie |
| Saison | Division    | Pos         | Pts         | J           | V           | N           | D           | BP          | BC          | Diff        | Coupe de Biélorussie |
| ------ | ----------- | ----------- | ----------- | ----------- | ----------- | ----------- | ----------- | ----------- | ----------- | ----------- | -------------------- |
| 2018   | 3e          | 1er         | 73          | 28          | 23          | 4           | 1           | 87          | 16          | +71         | —                    |
| 2019   | 2e          | 3e          | 56          | 28          | 15          | 11          | 2           | 65          | 26          | +39         | —                    |
| 2020   | 1re         | 8e          | 44          | 30          | 11          | 8           | 10          | 57          | 38          | +19         | Seizièmes de finale  |
| 2021   | 1re         | 5e          | 58          | 30          | 16          | 10          | 4           | 52          | 28          | +24         | Huitièmes de finale  |
| 2021   | 1re         | 5e          | 58          | 30          | 16          | 10          | 4           | 52          | 28          | +24         | Huitièmes de finale  |

Légende
- Promotion en division supérieure
- Relégation en division inférieure

## Personnalités du club

### Présidents
- Valeri Piatrovitch
- Sergueï Prisyajnyuk

### Entraîneurs
- Andreï Chalmadzeïev (2016-2017)
- Andreï Zygmantovitch (novembre 2017-septembre 2019)
- Andreï Chalmadzeïev (septembre 2019-décembre 2019)
- Aleksandr Sedniov (en) (décembre 2019-janvier 2021)
- Kirill Alchevski (janvier 2021-août 2021)
- Viatcheslav Grigorov (en) (depuis août 2021)

### Effectif actuel
Effectif au 4 septembre 2021.
| N° | Nat.                      | Poste | Nom du joueur        |
| -- | ------------------------- | ----- | -------------------- |
| 1  | Drapeau de la Biélorussie | G     | Aleksandr Netchaïev  |
| 2  | Drapeau du Cameroun       | D     | Gaby Kiki            |
| 3  | Drapeau de la Biélorussie | D     | Artiom Rakhmanov     |
| 4  | Drapeau du Brésil         | D     | William              |
| 5  | Drapeau de la Biélorussie | D     | Kirill Petchenine    |
| 7  | Drapeau de la Biélorussie | A     | Oleg Nikiforenko     |
| 8  | Drapeau de la Suède       | M     | Hampus Söderström    |
| 9  | Drapeau de la Biélorussie | A     | Vsevolod Sadovski    |
| 10 | Drapeau de la Biélorussie | A     | Ievgueni Chevtchenko |
| 12 | Drapeau de la Biélorussie | D     | Ievgueni Klopotski   |
| 14 | Drapeau de la Biélorussie | M     | Denis Kovalevitch    |
| 17 | Drapeau de la Biélorussie | D     | Alekseï Vakoulitch   |

| No. | Nat.                      | Position | Nom du joueur           |
| --- | ------------------------- | -------- | ----------------------- |
| 19  | Drapeau de la Biélorussie | M        | Denis Gretchikho        |
| 20  | Drapeau de la Biélorussie | M        | Artiom Kontsevoï        |
| 22  | Drapeau du Libéria        | M        | David Tweh (en)         |
| 25  | Drapeau de la Serbie      | M        | Filip Jović (en)        |
| 31  | Drapeau de la Biélorussie | A        | Artiom Miroïevski       |
| 35  | Drapeau de la Biélorussie | G        | Pavel Pavlioutchenko    |
| 51  | Drapeau de la Biélorussie | A        | Denis Laptev            |
| 55  | Drapeau de l'Ukraine      | M        | Oleksandr Noyok (en)    |
| 77  | Drapeau de la Biélorussie | D        | Roman Iouzeptchouk (en) |
| 88  | Drapeau de la Biélorussie | A        | Pavel Savitski          |
| 91  | Drapeau de l'Albanie      | M        | Elis Bakaj              |
| 99  | Drapeau de la Biélorussie | A        | Kirill Tsepenkov        |